# Андрієвка (Сисертський міський округ)
Андрі́євка (рос. Андреевка) — присілок у складі Сисертського міського округу Свердловської області.
Населення — 37 осіб (2010, 46 у 2002).
Національний склад населення станом на 2002 рік: росіяни — 98 %.